# St. Pierre
St. Pierre – jednostka osadnicza w Stanach Zjednoczonych, w stanie Montana, w hrabstwie Hill.